# Phân biệt đối xử với vô tính luyến ái

Cờ của cộng đồng người Vô tính

Phân biệt đối xử với vô tính luyến ái (tiếng Anh: Discrimination against asexual people), hay cũng được biết tới là Chứng ghê sợ vô tính luyến ái (tiếng Anh: Acephobia, hay Aphobia) bao gồm các thái độ tiêu cực, hành vi, và cảm giác đối với tính dục vô tính luyến ái hoặc đối với những người nhận diện tính dục của bản thân nằm trên phổ vô tính. Những cảm giác hay thái độ tiêu cực đối với người vô tính bao gồm hạ thấp giá trị con người, niềm tin rằng vô tính là một loại bệnh tâm thần, rằng người vô tính là những người không biết yêu, và sự chối bỏ cho rằng vô tính luyến ái là một xu hướng tính dục. Vô tính luyến ái cũng thường bị nhầm lẫn với chủ nghĩa độc thân, kiêng tình dục, hay chứng giảm tình dục. Người vô tính thường phải đối diện với những tội ác thù ghét, và sự kì thị đối với họ được so sánh với những sự kì thị mà các nhóm tính dục thiểu số khác phải đối mặt.
Rất nhiều những sự nỗ lực đã được đặt ra nhằm chống lại sự kì thị đối với người vô tính qua luật pháp và giáo dục (ví dụ như những buổi hội thảo về tính dục vô tính luyến ái).

## Phân loại

### Nhìn chung
Hành vi và thái độ được coi là có mang tính phân biệt đối xử bao gồm quan niệm rằng vô tính luyến ái là một loại bệnh tâm thần, rằng vô tính chỉ là một giai đoạn hay một lựa chọn, và quan niệm rằng người vô tính không biết yêu, và những điều đó khiến người vô tính cảm thấy rằng giá trị bản thân của họ bị suy giảm. Tùy vào tính dục của mỗi người mà họ có thể sẽ đối mặt với những hình thức kì thị khác nhau. Mặc dù nhóm tính dục này đã được truyền thông gia tăng sự chú ý trong những năm qua, tính dục vô tính vẫn không được nhìn nhận một cách đúng đắn; một bài khảo sát bởi Sky News cho thấy rằng 53% trong tổng số 1119 người phản hồi cảm thấy tự tin rằng họ định nghĩa đúng vô tính, những 75% của nhóm này trên thực tế lại hiểu sai hoàn toàn, hoặc định nghĩa rằng người vô tính chỉ đơn giản là thiếu đi ham muốn tình dục.
Người vô tính thi thoảng cũng phải đối mặt với thái độ hay hành vi kì thị ngay trong nội bộ và bên ngoài cộng đồng LGBT. Vào năm 2011, nhà hoạt đồng quyền của nhóm LGBT, Dan Savage khẳng định rằng vô tính chỉ là một sự lựa chọn, mô tả rằng những người này "chọn không quan hệ tình dục" và cho rằng nhóm tính dục này không đáng có được sự chú ý. Ruth Westheimer, một nhà trị liệu tình dục, cũng phải hứng chịu chỉ trích vì quan điểm rằng nhằm để có được sự cực khoái có nghĩa rằng người đó không phải là vô tính, và bà tiếp tục bị chỉ trích vào năm 2015 khi khẳng định rằng vô tính luyến ái là một vấn đề cần phải giải quyết. Hiện nay rất nhiều sự nỗ lực đã được đặt ra nhằm để chống lại sự bài trừ nhóm vô tính khỏi các sự kiện Pride của cộng đồng LGBT.
Người vô tính với tính dục của mình được chấp nhận chỉ bởi vì không có bất kì lời giải thích nào khác cho sự thiếu hụt sự thích thú với tình dục và được biết tới là "những người vô tính không thể bị chiếm lĩnh" (unassailable asexual[s]). Thái độ bài trừ vô tính luyến ái có thể dẫn tới việc người vô tính không dám công khai tính dục của mình.
Một bài khảo sát về cộng đồng LGBT vào năm 2017 được đặt ra bởi Chính phủ nước Anh cho thấy rằng mặc dù chỉ có 2% trong tổng số 108000 người phản hồi nhận diện bản thân là vô tính (cùng với nhóm người toàn tính), họ có sự thỏa mãn về cuộc đời thấp nhất trong bất kì xu hướng tính dục nào khác trong số những người hợp giới. Kết quả của bài khảo sát cũng cho thấy rằng nhóm người vô tính là nhóm ít thoải mái nhất trong số những người hợp giới trong cộng đồng LGBT tại nước Anh, và ít nhất 89% trong số những người phản hồi là người hợp giới vô tính - nhóm có tỉ lệ cao nhất trong bất kì bài khảo sát nào - đều lưỡng lự trong việc công khai tính dục của mình vì họ sợ những phản ứng tiêu cực đến từ đối phương.

### Xã hội
Người vô tính có thể phải đối diện với sự kì thị về mặt xã hội do niềm tin rằng dị tính luyến ái là xu hướng tính dục mặc định, hay người vô tính chỉ là người đồng tính nhưng đang chối bỏ tính dục của mình. Những không gian dành cho người vô tính cũng được biết tới với thái độ kì thị dựa trên tuổi tác, và thường chỉ xoay quanh những người da trắng. Vô tính luyến ái cũng được dùng làm công cụ nhằm để chống lại người da đen nhằm để hạ thấp tính dục của một số người da màu thông qua những khuôn mẫu kì thị chủng tộc, như là kiểu người mammy ở Hoa Kỳ.
Hai nghiên cứu chỉ ra rằng người vô tính thường bị hạ nhục hơn người dị tính, đồng tính và song tính, thường bị so sánh với các loài động vật khác hay máy móc do tính dục của họ.
Mặc dù được biết tới rộng rãi hơn trong thời gian gần đây, người vô tính thường ít có sự bảo vệ pháp lý hơn những người đồng tính và song tính khác, mặc dù ở New York, Bộ luật Chống Phân biệt đối xử dựa trên Xu hướng tính dục liệt kê vô tính là một nhóm được bảo vệ. Người vô tính cũng là nạn nhân của nạn hiếp dâm sửa chữa. Họ cũng bị ép phải tham gia vào các hoạt động tình dục, và bị ép tới gặp bác sĩ nhằm để "chữa" tính dục vô tính của họ. Một bài khảo sát vào năm 2015 chỉ ra rằng 43,5% trong tổng số hầu hết 8000 người vô tính đã phải đối diện với bạo lực tình dục, mặc cho quan niệm rằng người vô tính sẽ không bao giờ tham gia vào bất kì các tình huống tình dục nào và cho rằng họ "miễn nhiễm" với việc bị tấn công tình dục.
Một vài, như là nhà xã hội học Mark Carrigan, tin rằng sự phân biệt đối với người vô tính có liên quan tới sự cô lập hơn sự thù ghét thông thường có liên quan tới những sự kì thị dựa trên tính dục khác như chứng ghê sợ đồng tính luyến ái, và rằng sự kì thị đối với nhóm vô tính thường bắt nguồn từ việc thiếu hiểu biết và thiếu sự nhận thức về tính dục vô tính.
Một nghiên cứu của một nhóm sinh viên đại học chỉ ra rằng vài người vô tính không coi bản thân nằm trong cộng đồng LGBT. Hiện nay cũng tồn tại nhiều quan điểm trái chiều về sự bao gồm của nhóm vô tính trong cộng đồng LGBT và cộng đồng queer vì nhiều lý do, bao gồm niềm tin rằng người vô tính không đối diện với sự áp bức giống như chứng ghê sợ đồng tính và chứng ghê sợ người chuyển giới, và niềm tin rằng vô tính luyến ái không phải là một xu hướng tính dục. Sherronda J. Brown thuộc Wear Your Voice khẳng định rằng một số người phản đối việc người trong vô tính nằm trong cộng đồng LGBT cũng được biết tới với quan điểm họ không cho rằng người vô tính phải chịu sự phân biệt đối xử gì, và người vô tính có thể được hưởng đặc quyền của cộng đồng dị tính hợp giới. Brown chỉ trích quan điểm này rằng nó bài trừ tính dục vô tính khỏi quan điểm rằng người vô tính là những kẻ đang cố chen chân vào cộng đồng LGBT, và niềm tin rằng tất cả mọi người đều là dị tính hợp giới cho tới khi được chứng minh rằng họ không phải.
Một nghiên cứu của 148 sinh viên chưa tốt nghiệp tại một trường đại học ở Canada cho thấy rằng bằng chứng khẳng định thái tỉ lệ những người có độ tiêu cực đối với người vô tính cao hơn những người đồng tính và song tính.
Một nghiên cứu khác bao gồm 101 người tham gia (không một ai trong số họ thuộc vào nhóm tính dục thiểu số) được yêu cầu hoàn thành một bài khảo sát qua mạng trên SurveyMonkey. Nhằm để loại bỏ sự thiếu hiểu biết, cũng là nguyên nhân của những thái độ tiêu cực, họ bao gồm những câu hỏi về sapiosexuality. Bài khảo sát cho thấy rằng những người này ít biết tới sapiosexuality. Tuy nhiên, thái độ đối với người vô tính ít tích cực hơn đối với sapiosexuality cho thấy rằng sự thiếu hiểu biết có thể không đóng vai trò quan trọng trong chứng ghê sợ tính dục vô tính luyến ái.
Vào tháng 3 năm 2018, Hội đồng Nhà nước Hà Lan từ chối một đơn tìm kiếm sự bảo hộ của một người mang quốc tịch Algerian, người sợ phải đối mặt với sự ngược đãi do tính dục vô tính của họ, khẳng định rằng vô tính luyến ái không nằm trong cộng đồng LGBT bởi quan niệm nước gốc an toàn vì tính dục này không bị xử phạt bởi pháp luật Algeria và rằng người vô tính không hề bị kì thị tại đó. Điều này bị lật đổ bởi District Court of The Hague, người cho rằng vô tính luyến ái có nằm trong cộng đồng LGBT bởi vì họ bị "phân biệt đối xử dựa trên xu hướng tính dục" nhằm bao gồm những người này vào "sự tách rời khỏi những mối quan hệ truyền thống", cũng như là những bộ luật liên quan tới tính dục.
Vào cùng năm đó, Tổ chức cho người LGBT tại Anh khẳng định rằng bởi vì hiện nay đang thiếu hụt sự nhận thức và sự e sợ, cộng đồng vô tính thường bị bài trừ trong cộng đồng LGBT.

### Sự phân biệt được thể chế hóa
Một nghiên cứu đã chỉ ra rằng có rất ít bằng chứng cho thấy sự phân biệt được thể chế hóa đối với nhóm người vô tính bởi vì tính dục của họ. Tác giả của những nghiên cứu này đưa ra giả thuyết rằng bởi vì những sự phân biệt đối xử dựa trên xu hướng tính dục của một người thường bắt nguồn từ lý do tôn giáo, trong khi tính dục vô tính lại được "cho rằng phù hợp về mặt đạo đức khi mà việc thiếu đi sự thu hút/ham muốn về mặt tình dục được coi là một điều mong muốn bởi nhiều thể chế tôn giáo khác nhau trong suốt hàng trăm năm".
Trong một vài phạm vi quyền lực pháp lý, hôn nhân có thể bị mất đi giá trị nếu đôi vợ chồng không trải qua đêm tân hôn. Điều này được coi là mang tính phân biệt đối xử với người vô tính. Nhiều chương trình giáo dục giới tính tại các trường học cũng mang tính kỳ thị đối với nhóm người vô tính.
Vào đầu năm 2015, nước Nga thông qua luật cấm đối với những người "có rối loạn trong sở thích tình dục" khỏi việc có được bằng lái xe. Hiệp hội Luật sư Nga đấu tranh vì Nhân quyền khẳng định rằng bộ luật này cấm "mọi người chuyển giới, song giới, người vô tính, transvestites, người đảo trang và những người cần phẫu thuật định giới" khỏi việc lái xe.

### Trong truyền thông và dịch vụ
Nhóm người vô tính ít được hiện diện trong truyền thông đại chúng và dịch vụ, từ đó dễ dàng tạo ra các định kiến và thái độ thù địch đối với nhóm tính dục này, và có thể dẫn tới sự chối bỏ trong cả cộng đồng người dị tính hợp giới lẫn cộng đồng LGBT+. Một số các dịch vụ hẹn hò trực tuyến, bao gồm Bumble, và Match.com thiếu đi các lựa chọn dành cho người vô tính, từ đó gây cản trở việc kiếm tìm người yêu của nhóm người này.
Người vô tính đôi lúc cũng được hiện diện trong truyền thông như những kẻ không ai ưa. Vào năm 2012, bộ phim truyền hình House bị chỉ trích vì sự miêu tả tính dục vô tính trong ngành y tế và khuyến khích sự hoài nghi về nhóm tính dục này. Cốt truyện xoay quanh sự thừa nhận về tính dục vô tính của những bệnh nhân trong tập phim này - một cặp đôi vô tính đã kết hôn - là kết quả của một điều kiện tâm thần, với một nhân vật vô tính được mô tả là "một bể tảo khổng lồ" và một nhân vật giữ chức vị trong phim cá 100$ trong việc tìm ra lý do dẫn đến tính dục vô tính của một người. Chương trình này bị chỉ trích bởi người sáng lập ra AVEN, David Jay vì sự mô tả tính dục vô tính như một điều kiện tâm thần mang tính "khó giải quyết và bệnh hoạn". Vào năm 2017, quyết định thay đổi tính dục của nhân vật Jughead trong Riverdale (một bộ phim truyền hình dựa trên truyện Archie) từ vô tính thành dị tính đã bị vấp phải nhiều phản đối vì tính bài trừ tính dục vô tính của nhà sản xuất.

## Những nỗ lực xóa bỏ sự kì thị
Tại New York, Bộ luật Chống phân biệt đối xử dựa trên Xu hướng tính dục đã phân loại nhóm vô tính là một tầng lớp cần được bảo vệ.
Mạng lưới Hiện diện và Giáo dục của người Vô tính (AVEN), một tổ chức được thành lập vào năm 2001 bởi David Jay, nhằm nâng cao sự nhận thức về nhóm người vô tính, thông qua các thảo luận tại các trường học về tính dục vô tính và ngăn chặn những hành vi phân biệt đối xử dựa trên tính dục của một người. Tuần lễ Nhận thức về người Vô tính là một sự kiện thường niên được thành lập bởi Sarah Beth Brooks vào năm 2010, cùng với mục đích tăng sự nhận thức về nhóm vô tính và xóa bỏ những hiểu quan niệm lệch lạc. Đồng thời, nhiều nỗ lực cũng được đặt ra nhằm tăng sự nhận thức về nhóm vô tính trong các trường đại học. Một số lượng các nhóm hỗ trợ cũng được thành lập, như là Người Vô tính tại Mid-Alantic, một nhóm họp mặt dành cho người vô tính ở Washington, D.C., bao gồm những thành viên đã sáng lập Dự án Nhận thức về người Vô tính, một tổ chức ủng hộ nhóm tính dục vô tính.
Vào mùa thu năm 2014, cuốn sách "Xu hướng tính dục vô hình: Giới thiệu về nhóm tính dục Vô tính", được viết bởi Julie Sondra Decker, được xuất bản, cùng với Decker khẳng định rẳng mục đích của cuốn sách là nhằm được dùng trong các chương trình giáo dục giới tính nhằm tăng kiến thức và nhận thức về nhóm tính dục vô tính.
Vào năm 2015, ứng cử viên nghị viện Công Đảng Anh Geogre Norman đã kêu gọi nghị viện đưa tính dục vô tính vào bộ luật về quyền bình đẳng, và công nhận 1% cử tri Anh quốc nhận diện bản thân là vô tính.
Vào năm 2016, Khối đồng minh Vô tính Vô ái được thành lập tại trường Đại học Bang Iowa nhằm khuyến khích việc hợp tác giữa hai cộng đồng vô tính và vô ái, với mục tiêu nhằm xóa bỏ chứng ghê sợ vô tính và vô ái.